# ألكسندر د. هندرسون جونيور
ألكسندر د. هندرسون جونيور (بالإنجليزية: Alexander D. Henderson, Jr.)‏ هو شخصية أعمال أمريكي، ولد في 16 فبراير 1895 في بروكلين في الولايات المتحدة، وتوفي في 8 يوليو 1964 في بوسطن في الولايات المتحدة.